# Iraj Danaeifard
Iraj Danaeifard (pers. ايرج دانايي فرد; Teheran, 11 marzo 1951 – Shiraz, 12 dicembre 2018) è stato un calciatore iraniano, di ruolo centrocampista.

## Carriera

### Club
Nel suo paese giocò con Esteghlal Tehran, Oghab Tehran e Paas Tehran.
Nel 1979, dopo la Coppa del Mondo, si trasferì negli Stati Uniti e giocò per cinque stagioni con il Tulsa Roughnecks, squadra della North American Soccer League, vestendo la maglia numero 9 e collezionando 67 presenze e 3 gol.

### Nazionale
Esordì in nazionale il 7 gennaio 1977 contro l'Arabia Saudita, in una partita valida per le qualificazioni alla Coppa del Mondo FIFA 1978 che si svolse in Argentina dal 1º al 25 giugno 1978.
La sua nazionale si qualificò e Danaeifard fu convocato dal commissario tecnico Mohajerani.
Durante questa competizione segnò uno dei soli due gol realizzati dall'Iran, il 7 giugno contro la Scozia, regalando alla sua squadra l'unico punto del torneo. Questo fu il primo gol che segnò in nazionale.
In totale con la maglia dell'Iran segnò 3 reti e giocò 17 partite, l'ultima di queste il 29 settembre 1980 contro la Corea del Nord.

## Statistiche

### Cronologia presenze e reti in nazionale
| Cronologia completa delle presenze e delle reti in nazionale ― Iran | Cronologia completa delle presenze e delle reti in nazionale ― Iran | Cronologia completa delle presenze e delle reti in nazionale ― Iran | Cronologia completa delle presenze e delle reti in nazionale ― Iran | Cronologia completa delle presenze e delle reti in nazionale ― Iran | Cronologia completa delle presenze e delle reti in nazionale ― Iran | Cronologia completa delle presenze e delle reti in nazionale ― Iran | Cronologia completa delle presenze e delle reti in nazionale ― Iran |
| Data                                                                | Città                                                               | In casa                                                             | Risultato                                                           | Ospiti                                                              | Competizione                                                        | Reti                                                                | Note                                                                |
| ------------------------------------------------------------------- | ------------------------------------------------------------------- | ------------------------------------------------------------------- | ------------------------------------------------------------------- | ------------------------------------------------------------------- | ------------------------------------------------------------------- | ------------------------------------------------------------------- | ------------------------------------------------------------------- |
| 07-01-1977                                                          | Riyadh                                                              | Arabia Saudita                                                      | 0 – 3                                                               | Iran                                                                | Qual. Mondiali 1978                                                 | -                                                                   |                                                                     |
| 15-03-1977                                                          | Teheran                                                             | Iran                                                                | 0 – 2                                                               | Ungheria                                                            | Amichevole                                                          | -                                                                   |                                                                     |
| 19-06-1977                                                          | Hong Kong                                                           | Hong Kong                                                           | 0 – 2                                                               | Iran                                                                | Qual. Mondiali 1978                                                 | -                                                                   |                                                                     |
| 03-07-1977                                                          | Pusan                                                               | Corea del Sud                                                       | 0 – 0                                                               | Iran                                                                | Qual. Mondiali 1978                                                 | -                                                                   |                                                                     |
| 01-10-1977                                                          | Teheran                                                             | Iran                                                                | 3 – 1                                                               | Ungheria                                                            | Amichevole                                                          | -                                                                   |                                                                     |
| 11-09-1977                                                          | Teheran                                                             | Iran                                                                | 2 – 2                                                               | Corea del Sud                                                       | Qual. Mondiali 1978                                                 | -                                                                   |                                                                     |
| 18-09-1977                                                          | Teheran                                                             | Iran                                                                | 3 – 0                                                               | Hong Kong                                                           | Qual. Mondiali 1978                                                 | -                                                                   |                                                                     |
| 07-06-1978                                                          | Córdoba                                                             | Scozia                                                              | 1 – 1                                                               | Iran                                                                | Mondiali 1978                                                       | 1                                                                   |                                                                     |
| 11-06-1978                                                          | Córdoba                                                             | Perù                                                                | 4 – 1                                                               | Iran                                                                | Mondiali 1978                                                       | -                                                                   |                                                                     |
| 05-08-1980                                                          | Al Ain                                                              | Emirati Arabi Uniti                                                 | 0 – 2                                                               | Iran                                                                | Amichevole                                                          | 1                                                                   |                                                                     |
| 07-08-1980                                                          | Abu Dhabi                                                           | Emirati Arabi Uniti                                                 | 0 – 3                                                               | Iran                                                                | Amichevole                                                          | -                                                                   |                                                                     |
| 17-09-1980                                                          | Madinat al-Kuwait                                                   | Siria                                                               | 0 – 0                                                               | Iran                                                                | Coppa d'Asia 1980                                                   | -                                                                   |                                                                     |
| 20-09-1980                                                          | Madinat al-Kuwait                                                   | Cile                                                                | 2 – 2                                                               | Iran                                                                | Coppa d'Asia 1980                                                   | -                                                                   |                                                                     |
| 22-09-1980                                                          | Madinat al-Kuwait                                                   | Bangladesh                                                          | 0 – 7                                                               | Iran                                                                | Coppa d'Asia 1980                                                   | -                                                                   |                                                                     |
| 24-09-1980                                                          | Madinat al-Kuwait                                                   | Corea del Nord                                                      | 2 – 3                                                               | Iran                                                                | Coppa d'Asia 1980                                                   | 1                                                                   |                                                                     |
| 28-09-1980                                                          | Madinat al-Kuwait                                                   | Kuwait                                                              | 2 – 1                                                               | Iran                                                                | Coppa d'Asia 1980                                                   | -                                                                   |                                                                     |
| 29-09-1980                                                          | Madinat al-Kuwait                                                   | Corea del Nord                                                      | 3 – 0                                                               | Iran                                                                | Coppa d'Asia 1980                                                   | -                                                                   |                                                                     |
| Totale                                                              |                                                                     | Presenze                                                            | 17                                                                  |                                                                     | Reti                                                                | 3                                                                   |                                                                     |

## Palmarès

### Competizioni nazionali
- Campionato iraniano: 1

Esteghlal: 1970-1971

### Competizioni internazionali
- AFC Champions League: 1

Esteghlal: 1970